# Horváth Gáspár
Horváth Gáspár (Vaja, Maros-Torda megye, 1829. március 4. – Marosvásárhely, 1895. december 5.) református főiskolai tanár és könyvtárnok.

## Élete
1838. szeptember 13-án a marosvásárhelyi református kollégiumba vitték szülei; hét év alatt végezte az alsóbb osztályokat és 1845. június 30-án fölvétetett a felsőbbekbe. 1848-ban honvéd lett és a XII. honvédzászlóaljban szolgált, míg 1849. július 23-án Szászrégennél az oroszok elleni csatában sebet kapott. 1850. szeptemberben folytatta tanulását (a teológiát, minthogy a jogtanítás nem engedtetett meg); midőn ezt éppen elvégezte, 1852. június 13-án a Mack által szervezett összeesküvés gyanújából őt is elfogták, Szebenbe vitték és öt évi lánccal súlyosbított várfogságra ítélték; 1854-ben Josephstadtba szállították, ahonnét 1857-ben kegyelem útján kiszabadult. Előbb a gróf Teleki-könyvtárnál Marosvásárhelyt segédkönyvtárnok volt; azután magántanítói állást foglalt el, míg 1859 augusztusában gróf Teleki Ferenc a Teleki-könyvtár felügyelésével bízta meg, ahol halálaig működött. 1858. szeptember 11-én papi szigorlatot tett. 1861. szeptembertől folytonosan alkalmazásban volt a marosvásárhelyi református főiskolánál, előbb mint segédtanító a VI. és a bölcseleti osztályban a latin nyelvet tanítva; 1867. szeptemberben segédtanár, 1872. augusztus 18-án a bölcselet, magyar nyelv és irodalom rendes tanára lett és szeptember 5-én Néhány lélektani jelenség megvilágítása című értekezésével foglalta el tanári székét. Ugyanekkor az előljárósági gyűlések jegyzőkönyvének vezetése is reá bizatott és két évig volt jegyző. 1874 februárjában igazgatónak választatott, mely tisztét nyolc évig viselte.
Főmunkatársa volt a Székely Hirlapnak (1869, 1873-74.) Cikkeket írt névtelenül a kolozsvári Korunkba, a Keletbe és a Kolozsvári Közlöny «Apro puska» c. rovatába.
Programmértekezései a marosvásárhelyi református főiskola Értesítőjében (1880. Mentovich Ferencz; 1880-85. Az iskolai évet megnyitó és bezáró beszédei.)
Szerkesztette a Székely Közlönyt 1868. július 8-tól szeptember 26-ig, amikor a lap megszünt, és a Székely Hirlapot 1870. április 2-tól 1871. március 29-ig Marosvásárhelyt.